# 前田家住宅 (橋本市)
前田家住宅（まえだけじゅうたく）は、和歌山県橋本市高野口町に所在する歴史的建築物、古民家。国の登録有形文化財となっている。

## 概要
当家は江戸時代から薬種商を営んでいた町屋で、庄屋を務めたこともある。塀で広い敷地を有し、旧大和街道と高野参詣道の交差点に位置する。建物全体の保存状態はよく、１階の西側半分はギャラリーとして開放され、当家ゆかりの品々が展示されている。また、かつての当主は当時流行の心学に造詣が深く、母屋に「双松舎」の看板を掲げ、江戸中期の心学者・石田梅岩の高弟を客として招くなどして石門心学の普及にも努めた。

## 文化財
以下が2004年 (平成16年)7月23日、国の登録有形文化財となった。

### 主屋
江戸後期建築、木造平屋建、瓦葺き、切妻造、桁行6間、梁間４間、建築面積152m2。旧大和街道に北面して建つ。正側面３面に半間、背面に１間の下屋庇を廻す。内部は東側床上部は四間取り、西側を中土間とし，土間上部背面側に煙出しを揚げる。

### 土蔵
江戸末期建築、土蔵造２階建、瓦葺き、切妻造、桁行7間、梁間３間、建築面積79m2。敷地南端に建ち、内部は２室とし、東３間分が什器蔵、西４間分の１階が米蔵、２階が衣裳蔵。

### 中書院
明治時代建築、木造平屋建、桟瓦葺き、入母屋造、桁行３間、梁間２間半、建築面積53m2。四面に半間の下屋庇を廻す。内部は８畳と床付き６畳の２室構成になり、南面下屋は押入と床，他３面は板縁とし，主屋と渡廊下で繋がる離れ座敷。

### 新書院
1916年 (大正5年)建築、1955年 (昭和30年) 曳屋。木造平屋建、桟瓦葺き、建築面積83m2。中書院の南に位置し、東を入母屋造、西を切妻造とする東西棟。平屋建の客用座敷で、内部は西から６畳の式台玄関、１０畳間、床・棚・付書院を備えた１２畳半座敷を並べ，東南２面の下屋に半間の板縁を廻す。

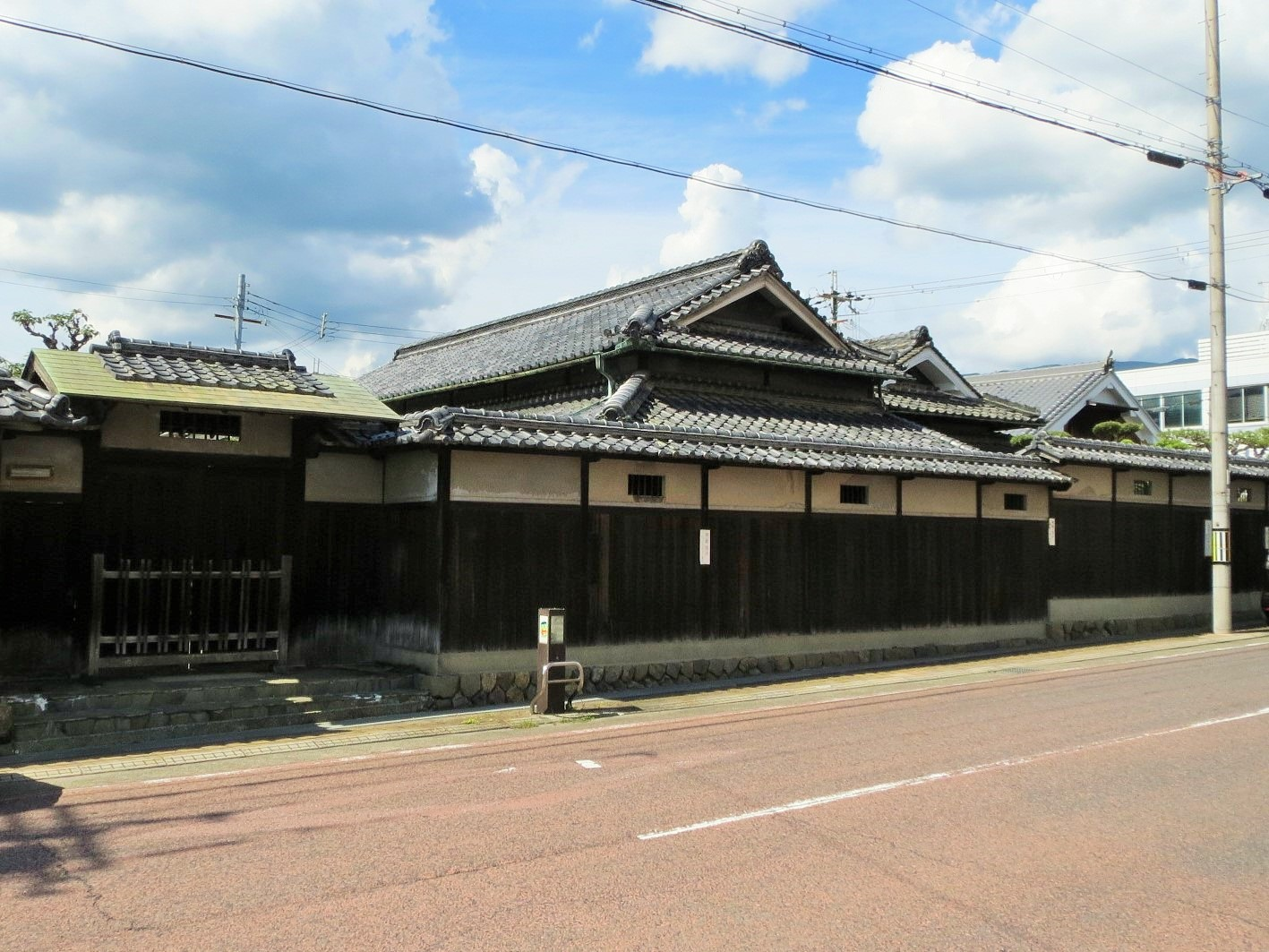
手前から塀、新書院、中書院

## 現地情報

### 所在地
- 和歌山県橋本市高野口町名倉392-1

### 交通アクセス
- JR西日本和歌山線高野口駅より徒歩5分

### 周辺施設
- 葛城館, 橋本市立高野口小学校